# Garcinia kydia
Garcinia kydia là một loài thực vật có hoa trong họ Bứa. Loài này được Roxb. mô tả khoa học đầu tiên năm 1832.